# Constans II van Rome
Constans II (volledige naam onbekend) (? - 411) was de oudste zoon van de Romeinse keizer Constantijn III, en was door hem tot medekeizer benoemd: hij regeerde van eind 409 tot 411. Tevens wordt hij vermeld als koning van Brittannië, maar dat verhaal lijkt een mythe te zijn (zie hieronder).
Constans groeide op in een klooster, totdat hij in 408 de titel Caesar kreeg. Zijn vader stuurde hem vervolgens naar Spanje, samen met generaal Gerontius, om delen van de koninklijke familie aldaar uit te schakelen die onrust in het westelijk rijk veroorzaakten. 
Constans liet huis, haard en vrouw in Zaragoza onder de hoede van Gerontius achter en meldde zich vervolgens in Arles. In september 409 hadden de barbaren, die de Rijn-linie hadden doorbroken en al twee jaar plunderend door Gallië trokken, de Pyreneeën bereikt, waar ze Constantijns legers versloegen en Spanje binnentrokken. Terwijl Constantijn voorbereidingen trof om Constans terug te sturen om deze crisis te bezweren (hij benoemde Constans nu ook tot medekeizer), ontving hij het bericht dat Gerontius, waarschijnlijk uit angst om door Constans vervangen te worden, rebelleerde en ene Maximus tot keizer had benoemd. Ondanks Constantijns inspanningen kwam zijn angst uit, en viel Gerontius vanuit Spanje aan het hoofd van een barbarenleger aan. Constantijns troepen werden verslagen bij Vienne in 411. Constans, die nooit meer naar Spanje was gegaan en nog in Vienne zat, werd gevangengenomen door Gerontius en geëxecuteerd.

## De legende volgensGeoffrey van Monmouth
De Britse legende volgens Monmouth meldt dat Constans door de Britten werd gekozen als koning, toen Constantijn stierf. Dit is in tegenspraak met eerder bekende feiten over Constans' leven, en de rest van de legende verschilt al evenzeer.
Er wordt geschreven dat Vortigern, de leider van de Keltische Gewissei stam, Constans als koning steunde, terwijl hij overigens zelf ook die titel ambieerde. Constans leefde het leven van een monnik totdat Vortigern hem overtuigde het koningschap te aanvaarden. Dit bleek een ceremoniële daad, want al snel daarna nam Vortigern alle privileges van het koningschap over, en gebruikte Constans als marionet. 
Constans werd om het leven gebracht door rebellerende Picten, hij werd in zijn slaap vermoord. Deze Picten stonden onder de invloed van Vortigern, die de ambitie om formeel koning te worden niet had opgegeven. Na Constans dood volbracht hij deze ambitie, en volgde hem op als koning van Brittannië.